# Otto Nacke
Otto Nacke (* 18. Mai 1915 in Detmold; † 17. Oktober 2006 in Ehrsen) war  ein deutscher Mediziner, der sich vor allem auf den Gebieten der medizinisch-wissenschaftlichen Dokumentation, Statistik und Datenverarbeitung einen Namen gemacht hat. Auf Nacke geht der Begriff Informetrie zurück.

## Leben und Werk
Nacke studierte von 1938 bis 1944 Medizin. Er promovierte Über im Wehrdienst beobachtete raumfordernde Prozesse. Zunächst war er Volontärassistent von 1946 bis 1947 am Landeskrankenhaus Detmold, dann von 1947 bis 1950 an der Universitätsfrauenklinik Münster. 1950 nahm er eine Stelle am Versorgungsamt Bielefeld an.
1955 war er Mitbegründer des Arbeitsausschusses Medizin der „Deutschen Gesellschaft für Dokumentation“, die ein Vorläufer der heutigen Deutschen Gesellschaft für Medizinische Informatik, Biometrie und Epidemiologie (GMDS) war. Auch in der GMDS nahm Nacke führende Funktionen wahr und leitete zahlreiche Jahrestagungen.
Auf seine Initiative hin wurde 1956 mit der „Dokumentationsstelle für Versorgungsmedizin“ die erste medizinische Dokumentationsstelle in der Bundesrepublik gegründet. Der Name wurde entsprechend den gewachsenen Anforderungen und Zuständigkeiten 1976 in „Institut für Dokumentation und Information über Sozialmedizin und öffentliches Gesundheitswesen“ (idis) geändert. Nacke leitete das idis bis zu seiner Pensionierung.
Nacke habilitierte sich 1972 und war bis zu seiner Pensionierung 1980 außerplanmäßiger Professor an der Westfälischen Wilhelms-Universität Münster. Nach seiner Pensionierung leitete er eine Zeit lang das von ihm gegründete „Institut für Informetrie und Scientometrie“, später lag das Thema „medizinische Wissenschaftsforschung“ im Zentrum seiner Aktivitäten.

## Auszeichnungen
- 1972: Bundesverdienstkreuzes I. Klasse